# Mesothisa crassilinea
Mesothisa crassilinea là một loài bướm đêm trong họ Geometridae.